# 中国驻杜阿拉领事馆
中华人民共和国驻杜阿拉领事馆（法語：Consulat de la République populaire de Chine à Douala），简称中国驻杜阿拉领事馆，是中华人民共和国派驻喀麦隆杜阿拉的最高级别外交机构。领区包括滨海区、西南区、西部区和西北区。

## 历史沿革
1993年4月8日，中华人民共和国与喀麦隆政府达成在杜阿拉设立领事馆的协议。1993年12月21日，驻杜阿拉领事馆正式开馆。2017年4月21日，中国政府暂时关闭驻杜阿拉领事馆。